# Canoagem de águas vivas

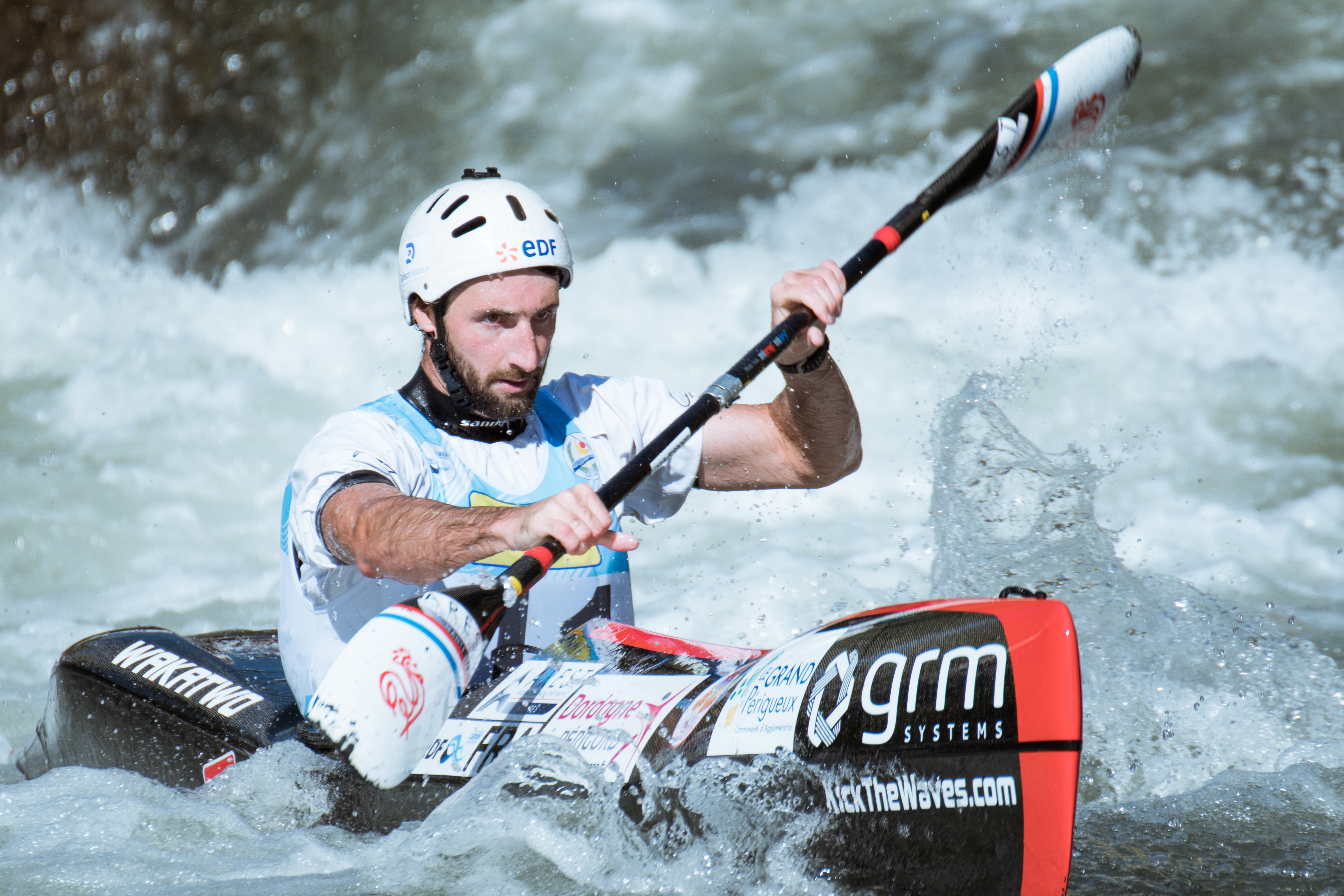
Descida em caiaque, em águas bravas

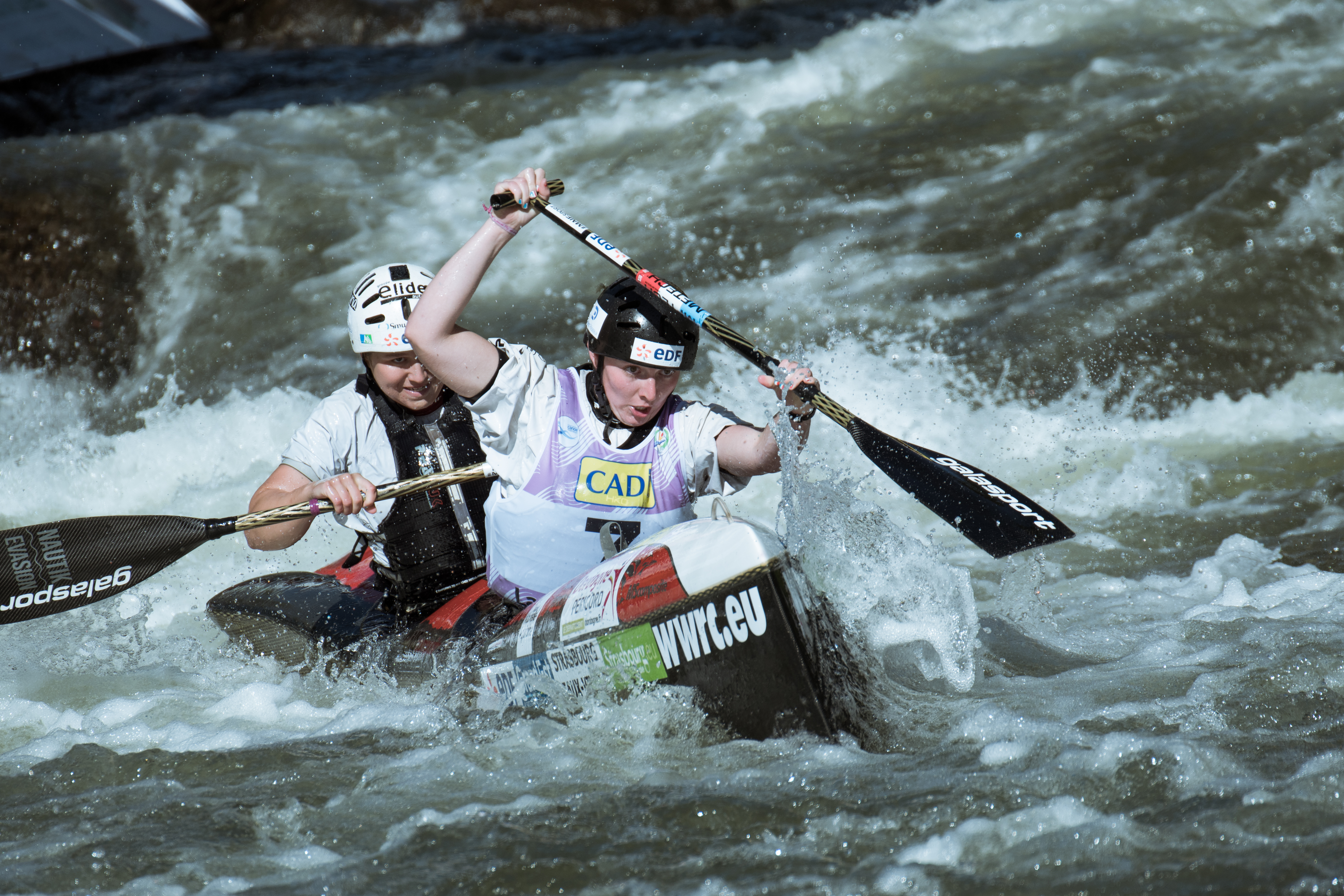
Canoa de dois lugares em competição de descida

A canoagem de águas vivas, também designada canoagem de águas bravas, é uma disciplina da canoagem de competição que consiste em percorrer um trecho de rio natural (as designadas águas vivas) no menor tempo possível. É diferente da prova de slalom (nessa o remador deve passar por portais pré-determinados).
Nesta disciplina os homens competem em caiaque ou em canoa de um ou dois lugares (C-1, C-2), enquanto as mulheres competem apenas em caiaques.
Há dois tipos de provas, as de percurso longo e as «rapid racing»: nas primeiras compete-se em distâncias superiores a 3 km, e em «rapid racing» o percurso varia entre os 600 e os 800 metros. Também há competições por equipas de três embarcações que se chamam patrulhas.
A canoa que se utiliza costuma ser muito rápida mas pouco manobrável.
Não é uma disciplina olímpica, ao contrário do slalom de canoagem.
Alguns dos rios onde é praticada são, na Europa, o rio Isère em Bourg St Maurice, França, o rio Loisach em Garmisch-Partenkirchen, Alemanha, o rio Liffey na Irlanda e o rio Teplá em Karlovy Vary, República Checa.